# Carlos Loret de Mola Mediz
Carlos Loret de Mola Mediz (Mérida, 1921 - El Filo Mayor?, 5 februari 1985?) was een Mexicaans politicus en journalist.
Loret de Mola sloot zich aan bij de Institutioneel Revolutionaire Partij (PRI), waarvoor hij in 1961 in de Kamer van Afgevaardigden en drie jaar later in de Kamer van Senatoren werd gekozen. In 1970 was hij voor de PRI kandidaat voor het gouverneurschap van Yucatán. Hij won die verkiezingen, hoewel zijn tegenstander Víctor Correa Rachó van de Nationale Actiepartij (PAN) altijd heeft volgehouden dat er verkiezingsfraude had plaatsgevonden.
Tegen de verwachting bleek hij zich niet te ontpoppen tot een corrupt of autoritair gouverneur. Hij bekritiseerde regelmatig president Luis Echeverría wegens diens dictatoriale en populistische politiek, en had ook aanvaringen met gouverneur Carlos Sansores Pérez van Campeche en burgemeester Víctor Cervera Pacheco van Mérida. Nadat de vakbondsleider Efraín Calderón Lara werd vermoord overwoog hij af te treden maar zijn medewerkers wisten hem te overhalen toch aan te blijven.
Na het eind van zijn termijn in 1976 richtte hij zich weer op de journalistiek, waarin hij zich vooral toelegde op het onderzoeken van corruptie en misdaad, waarmee hij onder andere in conflict kwam met minister Manuel Bartlett Díaz van binnenlandse zaken.
Loret de Mola overleed in 1985 in omstandigheden die nooit helemaal opgehelderd zijn. Op 5 februari van dat jaar moest hij wegens een bijeenkomst in Zihuatanejo zijn, maar miste zijn vliegtuig zodat hij er per auto heen ging. In de buurt van Ciudad Altamirano werd hij samen met collega-journaliste Rosa Elena Jasso Rico aangehouden door een militaire patrouille en meegebracht naar een kazerne, doch ze werden voor zover bekend later die dag vrijgelaten. Nadat hij twee dagen later nog niet in Zihuatanejo was aangekomen werd een onderzoek opgestart, en werd zijn auto twee kilometer voorbij de kazerne in een ravijn aangetroffen. Na verder onderzoek werd duidelijk dat hij en Jasso Rico als 'ongeïdentificeerd' in Vallecitos de Zaragoza zijn begraven. Hoewel de precieze omstandigheden nooit duidelijk zijn geworden en er nooit iemand is veroordeeld, is zijn zoon Rafael Loret de Mola en met hem vele anderen van mening dat Loret de Mola door de autoriteiten is vermoord.
- Gemeinsame Normdatei: 1057475882
- International Standard Name Identifier: 0000 0000 8251 8743
- Library of Congress Control Number: n81127369
- Nederlandse Thesaurus van Auteursnamen: 131249193
- Système universitaire de documentation: 153837780
- Virtual International Authority File: 65336090
- WorldCat: E39PBJmTtFtH6hQvkrq9k7fg8C